# Otto von Bamberg

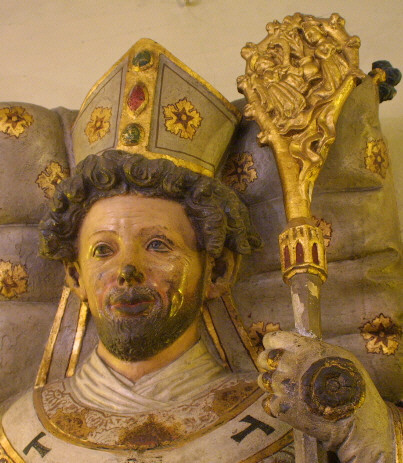
Der heilige Otto, in der Bamberger Michaelskirche

Otto I. von Bamberg, auch Otto von Mistelbach, (* um 1060; † 30. Juni 1139) war Bischof des bis 1245 noch dem Erzbistum Mainz unterstehenden Bistums Bamberg. Er ist auch bekannt als „Apostel der Pommern“. Otto wurde 1189 heiliggesprochen.

## Leben

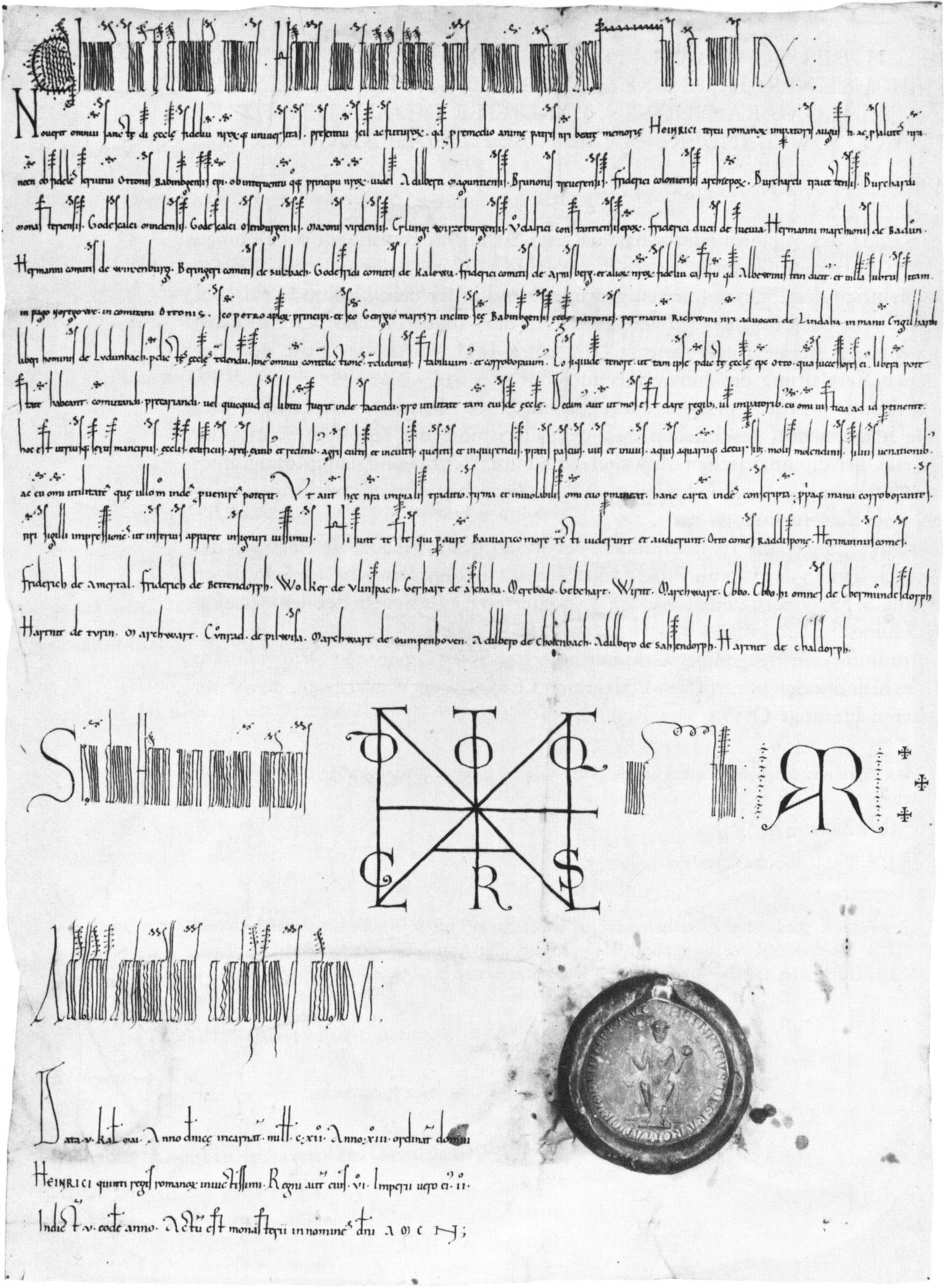
Urkunde Kaiser Heinrichs V. für Otto von Bamberg, ausgestellt am 27. April 1112. München, Bayerisches Hauptstaatsarchiv, Kaiserselekt 440 a

Den spärlichen Angaben der Chronisten zufolge stammte er aus einer begüterten schwäbischen Familie von Edelfreien aus der Gegend des Albuch. Alle Versuche, seinen Geburtsort exakt zu bestimmen, sind bis heute auf Grund der schlechten Quellenlage anzweifelbar geblieben. Es gibt Tendenzen, ihn nicht in Schwaben, sondern in Franken zu lokalisieren (siehe auch Mistelbach (Adelsgeschlecht)). Eine weitere in der Forschung diskutierte These ist, dass seine Mutter Adelheid personengleich mit Adelheid sei, einer Tochter von Friedrich von Büren, dem Stammvater der Staufer. Damit wäre Otto von Bamberg ein Vetter von Herzog Friedrich II. von Schwaben und König Konrad III. Seine Ausbildung erhielt Otto vermutlich im Kloster Hirsau oder einer seiner Filialen.
Im Jahre 1088 heiratete Judith, die Schwester Kaisers Heinrich IV., den Polenherzog Władysław I. Herman. Otto ging mit ihr als Kaplan an den Hof Wladislaws. Dann wurde er 1091 an den Hof Heinrichs IV. gerufen. Otto wurde dessen Kanzler und leitete den Bau des Domes zu Speyer. 1102 wurde er vom Kaiser zum achten Bischof von Bamberg ernannt. Das Bistum befand sich zu diesem Zeitpunkt in einem schlechten Zustand und verfügte über weit verstreuten, schwierig zu verwaltenden Besitz. Um sein Territorium zu konsolidieren, gründete und reformierte Otto zahlreiche Klöster, darunter das Stift Arnoldstein, und ließ zahlreiche Burgen bauen. Den 1081 ausgebrannten Bamberger Dom aus der Zeit Kaiser Heinrichs II. ließ er erneuern. 1109 weihte Otto die Bamberger Sankt-Jakobs-Kirche.
Otto versuchte, im Investiturstreit zwischen Papst und Kaiser zu schlichten. 1106 wurde er bei seiner Reise zum Papst von Paschalis II. gegen seinen Willen zum Bischof von Anagni geweiht. Da er im erneut ausgebrochenen Investiturstreit zwischen Kaiser und Papst auf Heinrichs V. Seite gestanden hatte, wurde er 1118 auf der Synode in Fritzlar von der päpstlichen Partei unter Führung des Kardinallegaten Kuno von Praeneste seiner Ämter enthoben. Er war auf der Reichsversammlung in Worms anwesend, die im September 1122 das Wormser Konkordat aushandelte. Das Dokument führt ihn in der Zeugenliste auf.
Otto gelang die Christianisierung Pommerns: Als der polnische Herzog Bolesław III. Schiefmund 1121/1122 das heidnische, bis dahin unabhängige Pommern unterwarf, hatte er ein Interesse an der Christianisierung des Landes. Die Missionsreise eines aus Spanien stammenden Bischofs Bernhard nach Pommern war erfolglos geblieben. Daraufhin trat Herzog Bolesław an Otto mit der Bitte heran, das Land zu christianisieren. In zwei Missionsreisen, 1124 bis 1125 und 1128, kam Otto nach Pommern. Er taufte zahlreiche Menschen und zerstörte die Tempel der slawischen Götter. Noch heute wird Otto als der „Apostel der Pommern“ (Apostolus Pomoranorum) verehrt.
Otto prangerte in Pommern heidnische Bräuche an wie Vielweiberei, das Töten neugeborener Mädchen, Zauberei und Wahrsagerei, Götzendienst und den Bau von Götzentempeln.
Seine Vorgehensweise in Stettin schildert sein Biograf Herbord: Der Bischof und seine Priester begannen zunächst, bewaffnet mit Äxten und Lanzen, die heiligen Stätten niederzureißen. Nachdem die Bevölkerung sah, dass sich ihre Götter nicht „wehrten“, schloss sie sich dem Angriff an. Nur eine heilige Eiche ließ Otto auf Bitten der Stettiner stehen mit der Auflage, keine Orakel mehr unter dem Baum zu praktizieren.
Otto gilt als der bedeutendste unter den Bamberger Bischöfen. Sein Grab befindet sich in der Bamberger Benediktinerabtei Michelsberg, die er in den Jahren 1117 bis 1121 nach einem Erdbeben erneuern ließ. Er wählte das Kloster selbst zu Lebzeiten als Bestattungsort aus. Im Hochgrab von 1340 befindet sich ein Durchschlupf, der es den Pilgern ermöglicht, den Reliquien möglichst nahezukommen. Es heißt, wer unter dem Grab hindurch krieche, werde von Rückenleiden befreit.

## Kanonisierung und Patrozinien

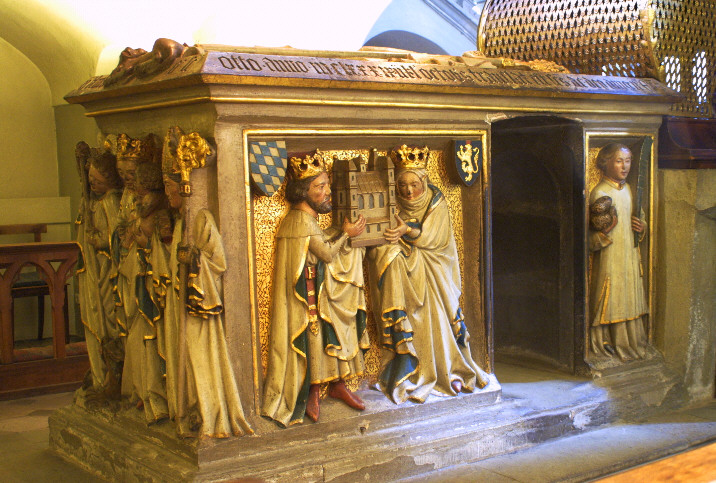
Grab des heiligen Otto in der Bamberger Michaelskirche

Otto wurde 1189 heiliggesprochen. Sein evangelischer und römisch-katholischer Gedenktag ist der 30. Juni, im Bistum Bamberg der 30. September. Er ist einer der beiden Patrone des Erzbistums Berlin.
- Stettin: Ottenkirche (von 1346 bis 1575)
- Bamberg: Pfarrkirche St. Otto
- Hof (Saale): Filialkirche St. Otto
- Ottobrunn: Pfarrkirche St. Otto
- Mischelbach: Filialkirche St. Otto
- Kiefersfelden: König-Otto-Kapelle

allgemein siehe: Ottokirche.

## Bibliographie – Vita Ottonis

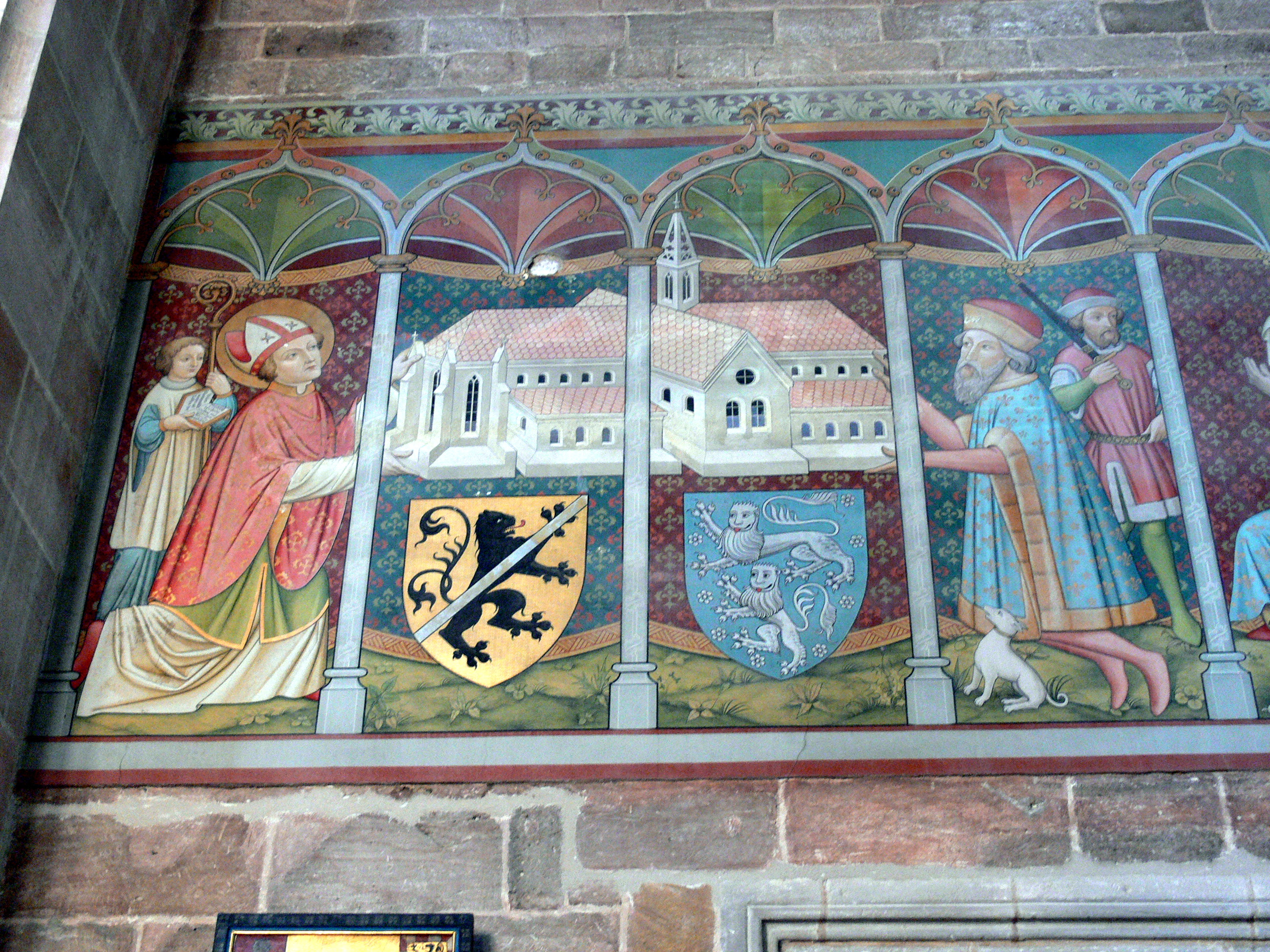
Stiftungsbild im Kloster Heilsbronn, 15. Jh.: Bischof Otto und Graf Rapoto von Abenberg tragen ein Modell des Münsters

Kurz nach dem Tode Ottos wurden zwei Lebensbeschreibungen geschrieben, beide unter der Bezeichnung Vita Ottonis bekannt. Sie sind wesentliche, für die ersten Jahre nach der Eroberung Stettins durch Boleslaw Schiefmund die einzigen, Quellen zur Geschichte Pommerns, da die Cronica et gesta ducum sive principum Polonorum des Gallus Anonymus kurz vor jener Eroberung endet. Alle späteren Darstellungen, von Jan Długosz (1415–1480) bis zu den preußischen Historikern des 19. Jahrhunderts, sind mehr oder weniger fantasievoll ausgeschmückte Verarbeitungen der in diesen zeitgenössischen Darstellungen enthaltenen Informationen.
- Wolfgerus monachus Prufeningensis: Vita Ottonis ep. Bambergensis, geschrieben zwischen 1140 und 1158 in Prüfening, überliefert im
  - Legendarium Austriacum Magnum von 1181-1200
- Ebo monachus Montis S. Michaelis: Vita Ottonis episcopi Babenbergensis, erhalten mehrere Kurzfassungen und Auszüge, darunter
  - 1189, nach Rom geschickt zur Vorbereitung von Ottos Kanonisation
  - Kurzfassung für liturgische Zwecke aus dem 15. Jh.
  - Fassung in 284 Hexametern aus dem 15. Jh.

## Bildliche Darstellungen
Eine zeitgenössische Darstellung Otto von Bambergs befindet sich innerhalb der romanischen Wandmalereien im Hochchor der Klosterkirche St. Georg im ehemaligen Kloster Prüfening, Regensburg, die um 1130 entstanden sind. Das Kloster wurde um 1119 von Bischof Otto I. gegründet.
Denkmäler für Otto von Bamberg finden sich in mehreren Städten. In Bamberg gibt es Denkmäler am Ottoplatz, vor dem Kindergarten in der Jäckstraße und vor der Pfarrkirche St. Otto sowie den Ottobrunnen. Am Maximiliansbrunnen befindet sich ebenso eine Statue von Otto von Bamberg.
Eine vom Bildhauer Walter Schott geschaffene Büste von Otto befand sich in der ehemaligen Siegesallee in Berlin in der Denkmalgruppe 1 mit dem Gründer der Mark Brandenburg Albrecht des Bären als Hauptfigur und dem Bischof Wigger von Brandenburg. Heute befindet sich diese Büste Ottos in der Zitadelle Spandau.
Ein weiteres Denkmal steht im Hof des Schlosses der Herzöge von Pommern in Stettin.
Eine Gedenktafel für Otto fand Aufnahme in die Walhalla bei Regensburg.

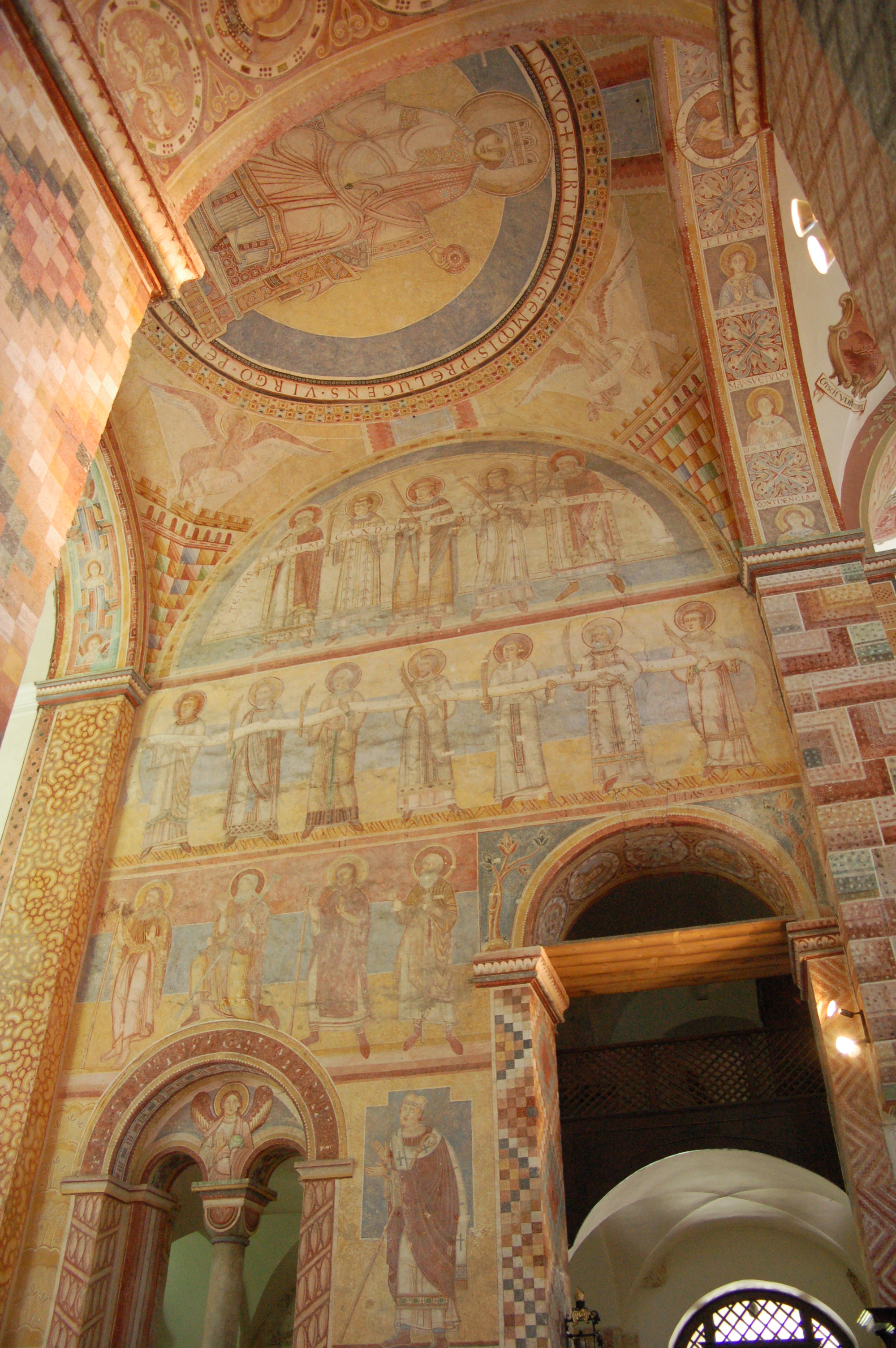
Kloster Prüfening, Regensburg: Wandmalereien um 1130, unten in der Mitte Otto von Bamberg
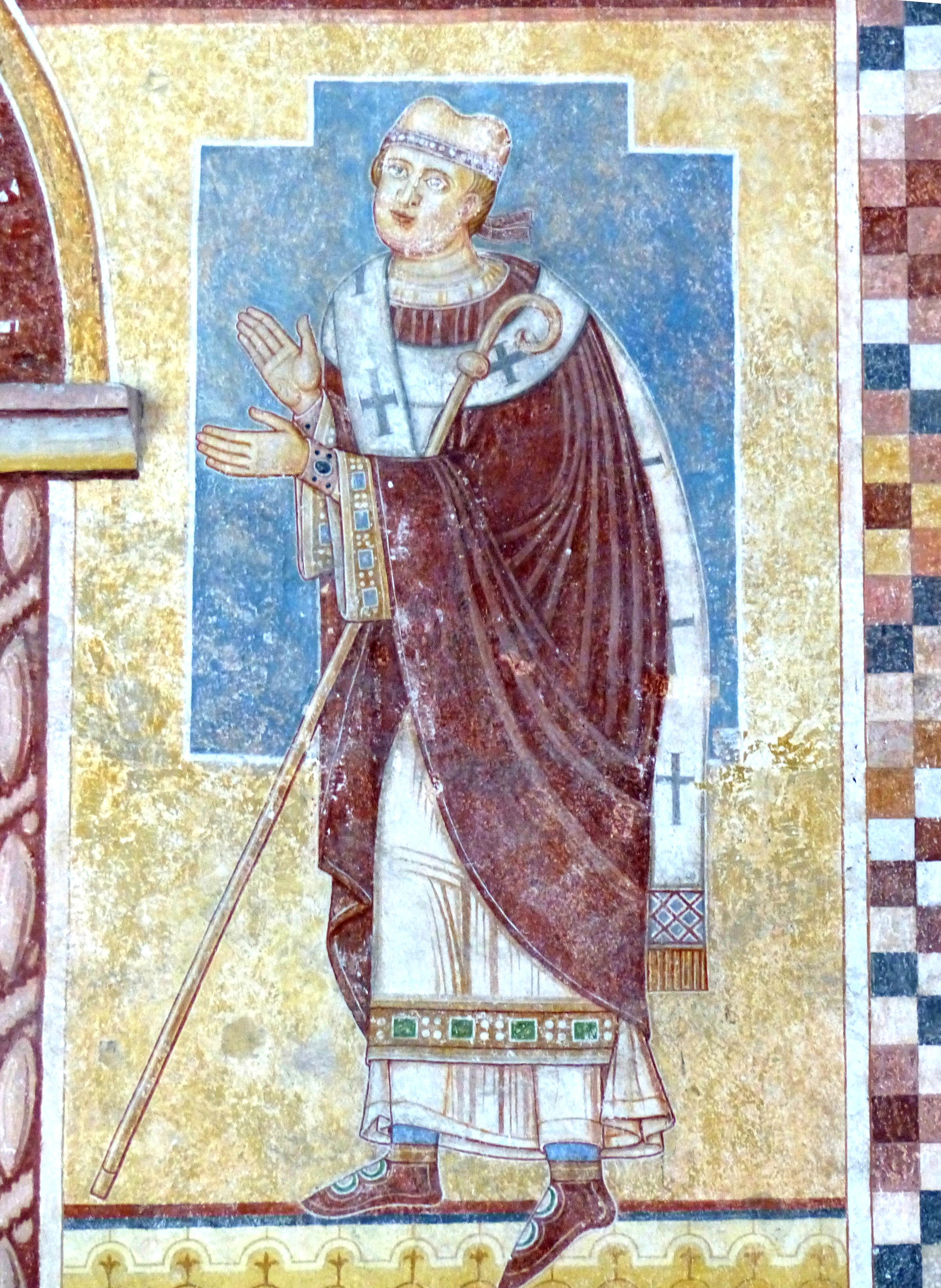
Kloster Prüfening, Romanische Wandmalereien: Detail mit Otto von Bamberg
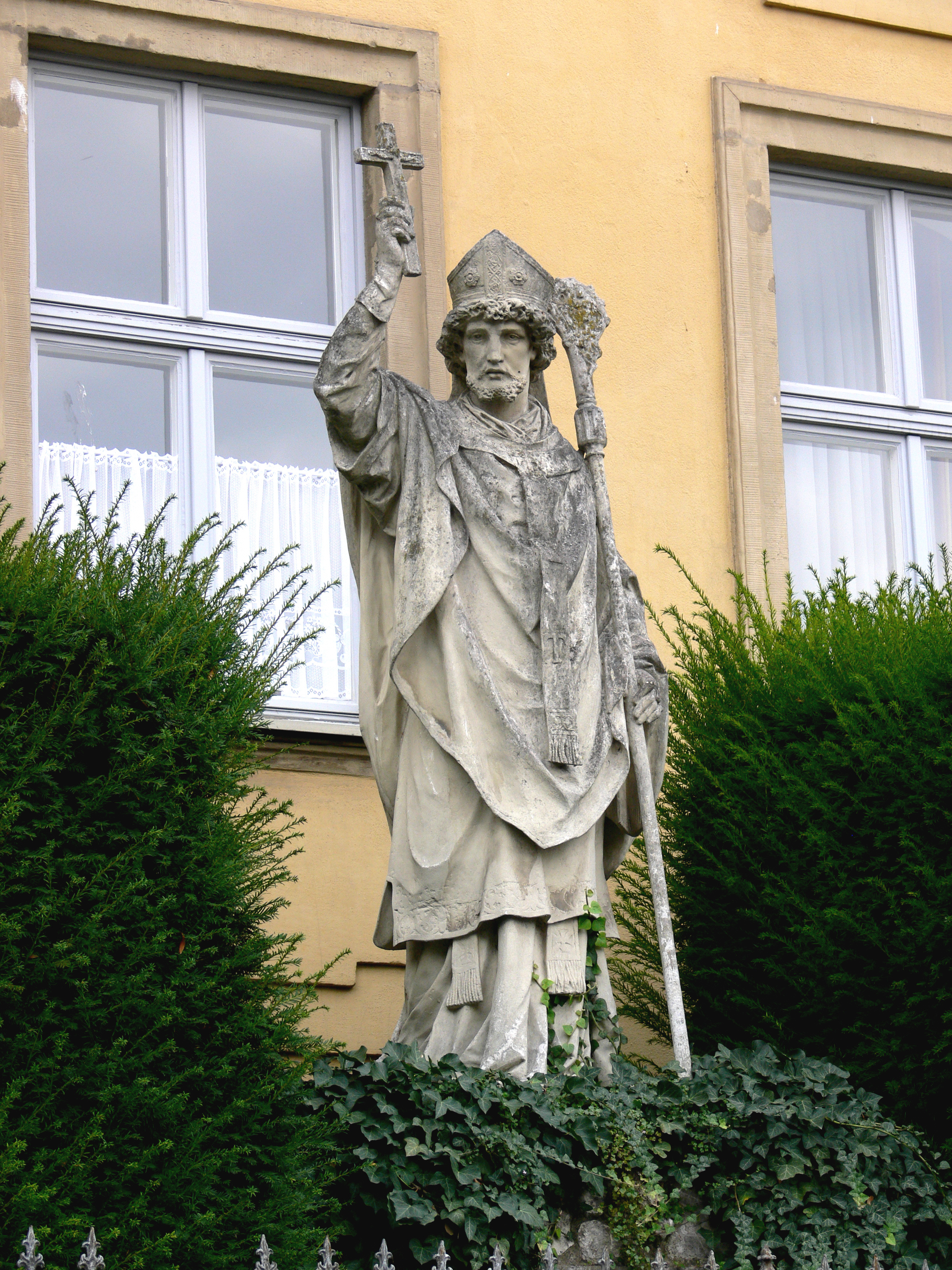
Standbild am Bamberger Ottoplatz
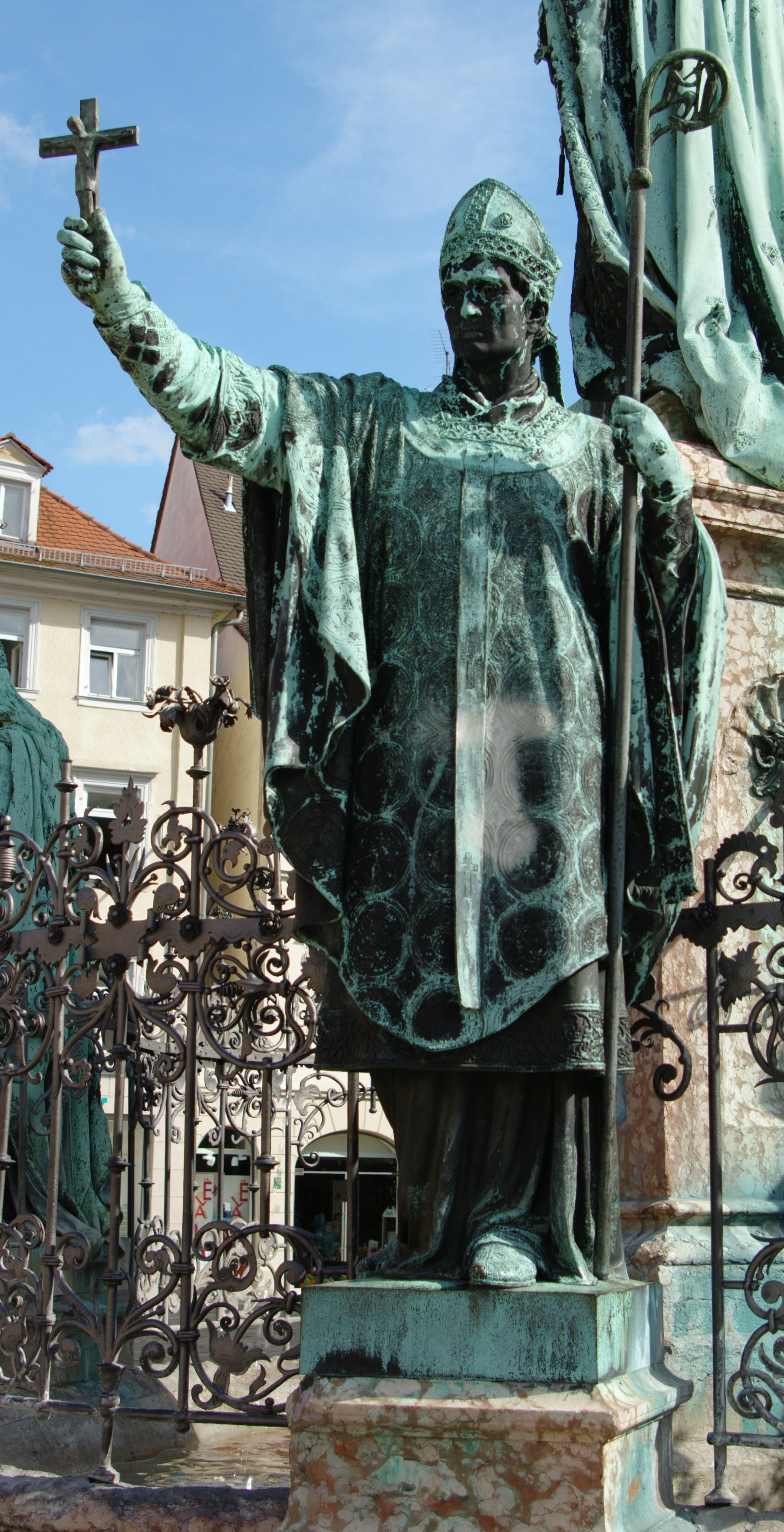
Statue am Maximiliansbrunnen in Bamberg
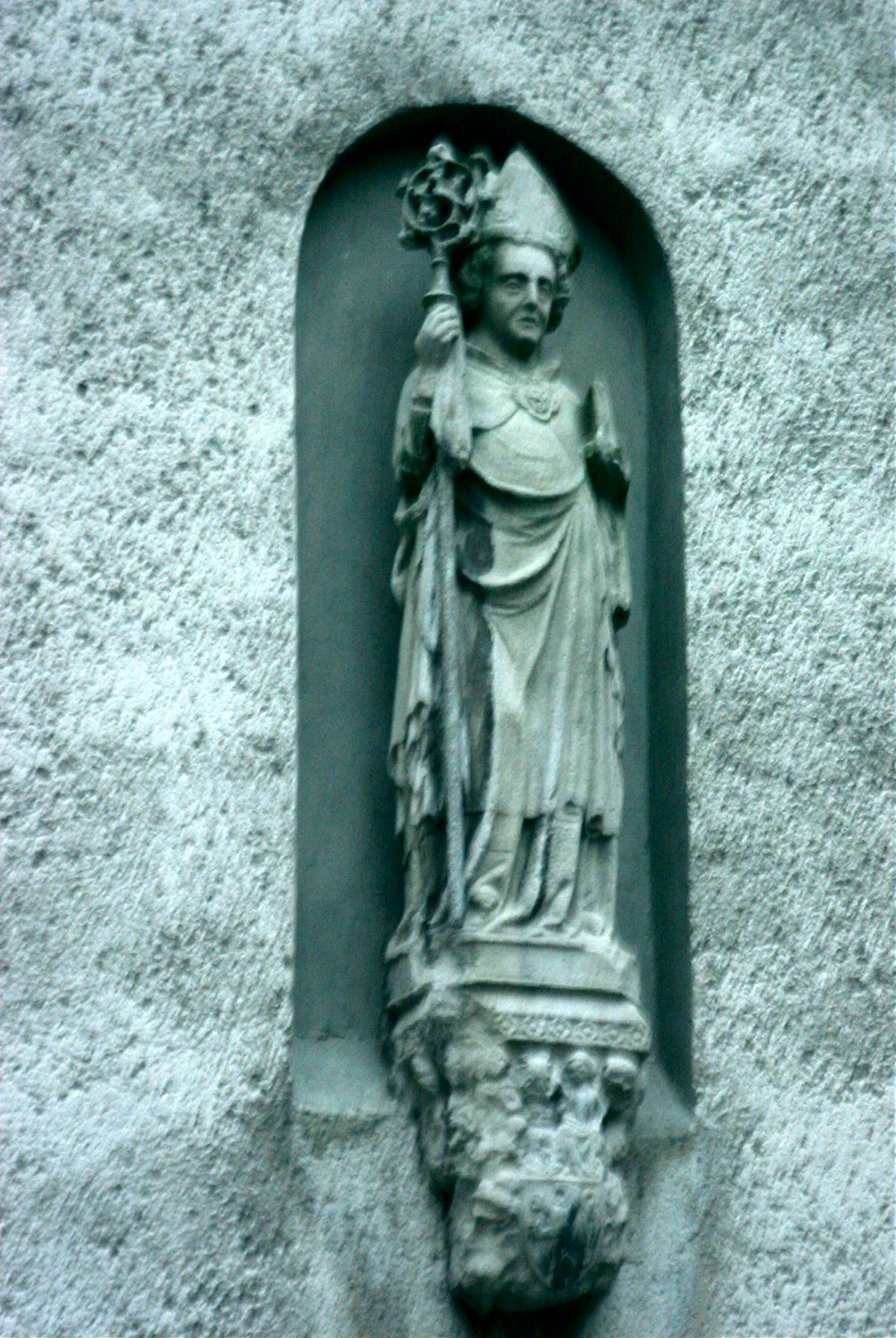
Statue an der Schlosskirche Stettin
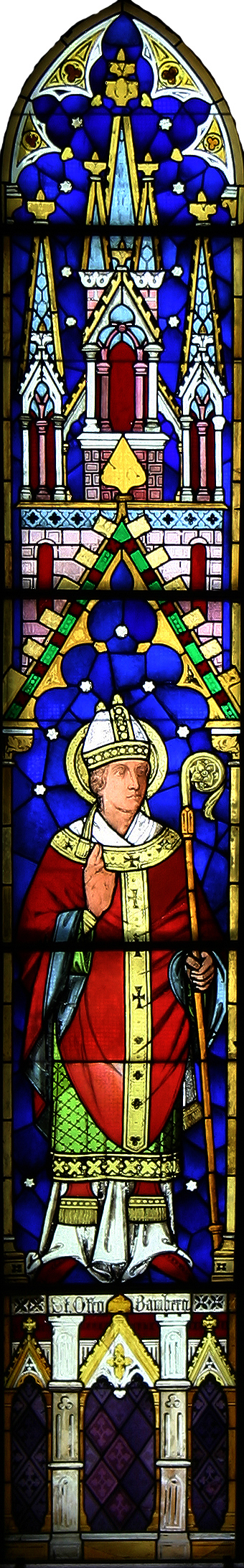
Nikolaikirche Gützkow, Fenster mit St. Otto von 1883
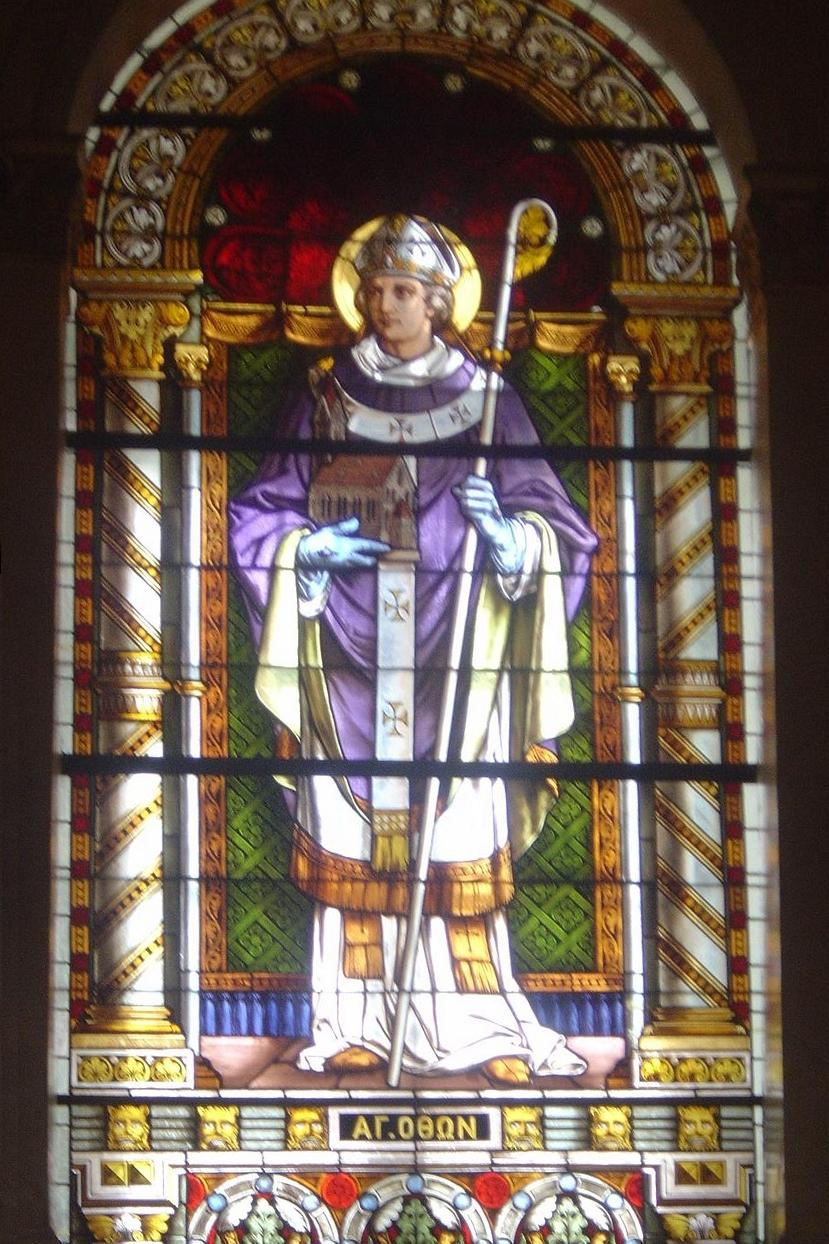
Otto als Namenspatron des Wittelsbachers König Ottos von Griechenland, Katholische Kathedrale von Athen

## Literatur

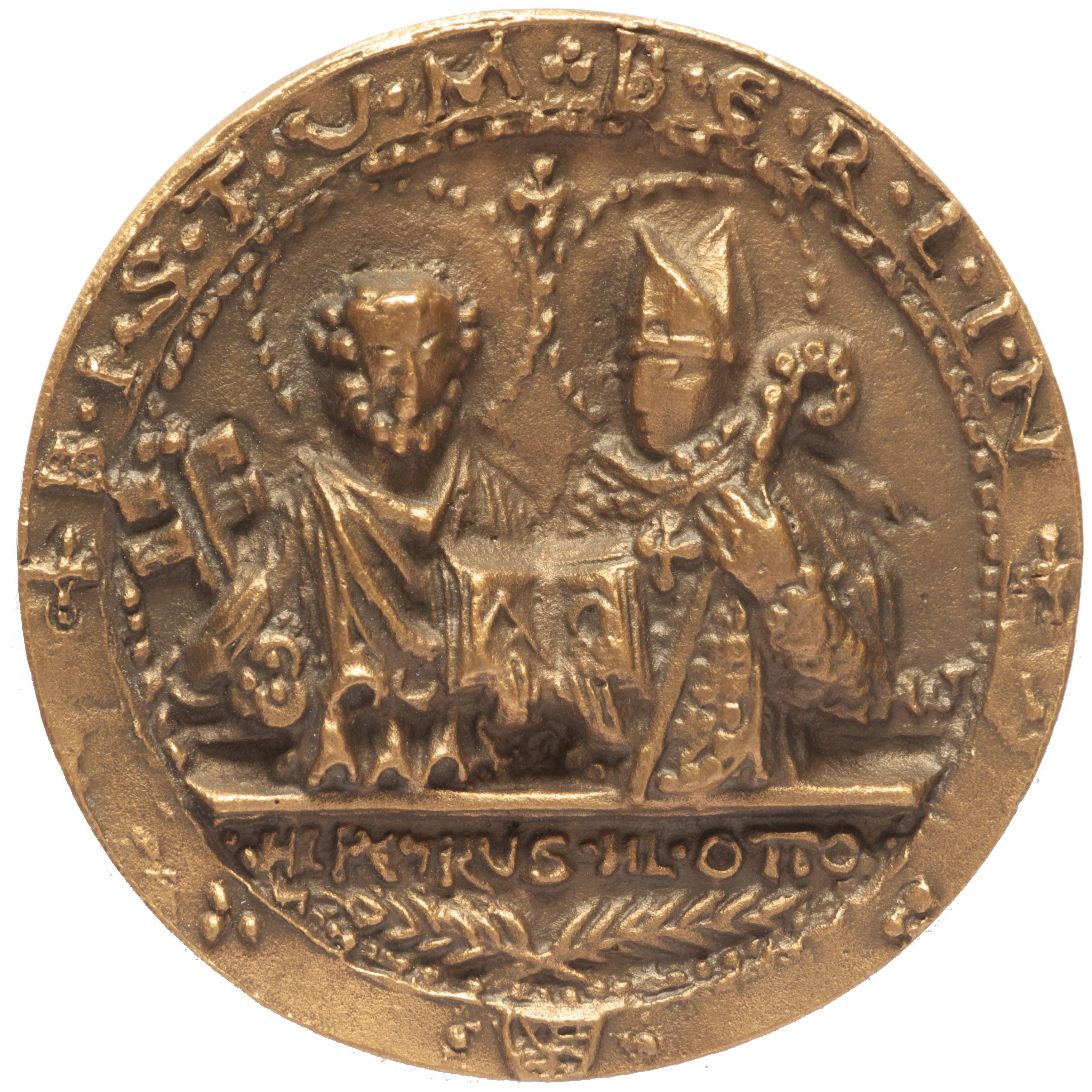
Erzbistum Berlin: Revers der bronzenen Hedwigsmedaille mit den Heiligen Petrus und Otto